# Turistická značená trasa 7373
 Turistická značená trasa 7373 je 1 km dlouhá žlutě značená trasa Klubu českých turistů v Jičíně spojující místní vlakové nádraží s Valdštejnovým náměstím. Její převažující směr je severozápadní.

## Průběh trasy
Turistická značená trasa 7373 má svůj počátek u jičínského vlakového nádraží bez návaznosti na žádnou další turistickou trasu. Vede ulicemi Dělnická, Riegrova a Jungmannova k místnímu autobusovému nádraží, od kterého pokračuje podél městských hradeb ulicí Pod Koštofránkem a dále Valdickou branou na Valdštejnovo náměstí, kde končí. Přímo zde na ní navazuje žlutě značená trasa 7299 do Ostružna. Dále zde má svůj konec červeně značená Zlatá stezka Českého ráje přicházející od vrchu Tábora, na kterou navazuje rovněž červeně značená trasa 0422 do Prachovských skal, a modře značená trasa 1856 z Valdic, na kterou navazuje stejně značená trasa 1872 do Prachova.

## Historie
K jičínskému vlakovému nádraží vedla původně jedna z červeně značených tras dnes končících na Valdštejnově náměstí. Ke vzniku trasy 7373 došlo přeznačením na žlutou barvu.

## Turistické zajímavosti na trase
- Zemědělský stroj Knotek
- Městské opevnění Jičín
- Valdická brána
- Kostel svatého Jakuba Staršího
- Zámek Jičín